# Bronisław Komorowski
Bronisław Maria Komorowskiⓘ (ur. 4 czerwca 1952 w Obornikach Śląskich) – polski polityk i historyk. W latach 2010–2015 prezydent Rzeczypospolitej Polskiej.

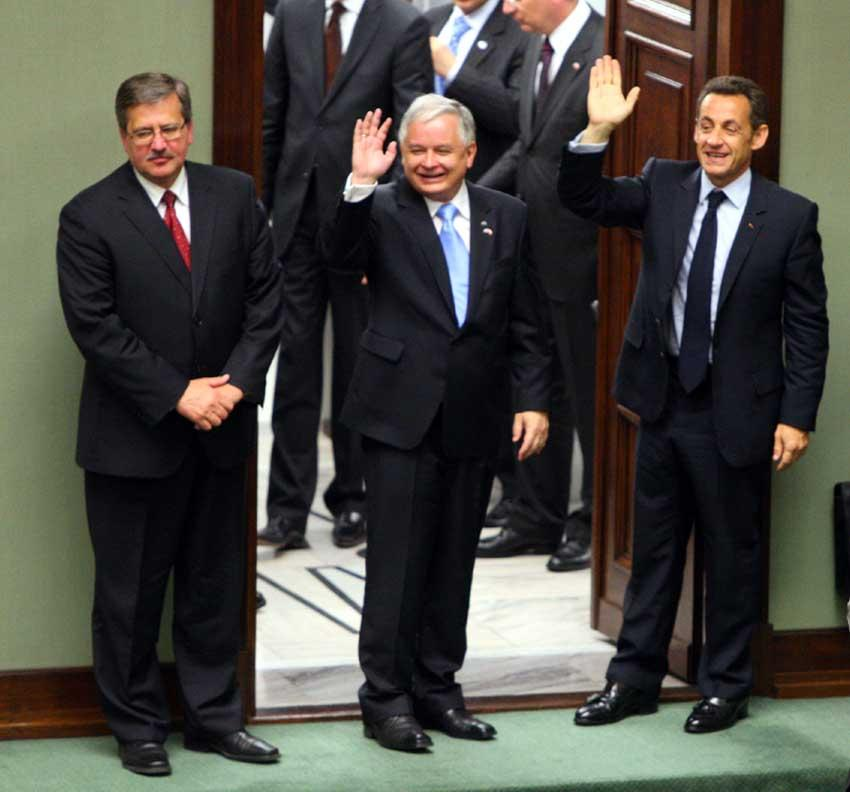
Bronisław Komorowski (z lewej), Lech Kaczyński i Nicolas Sarkozy (2008)

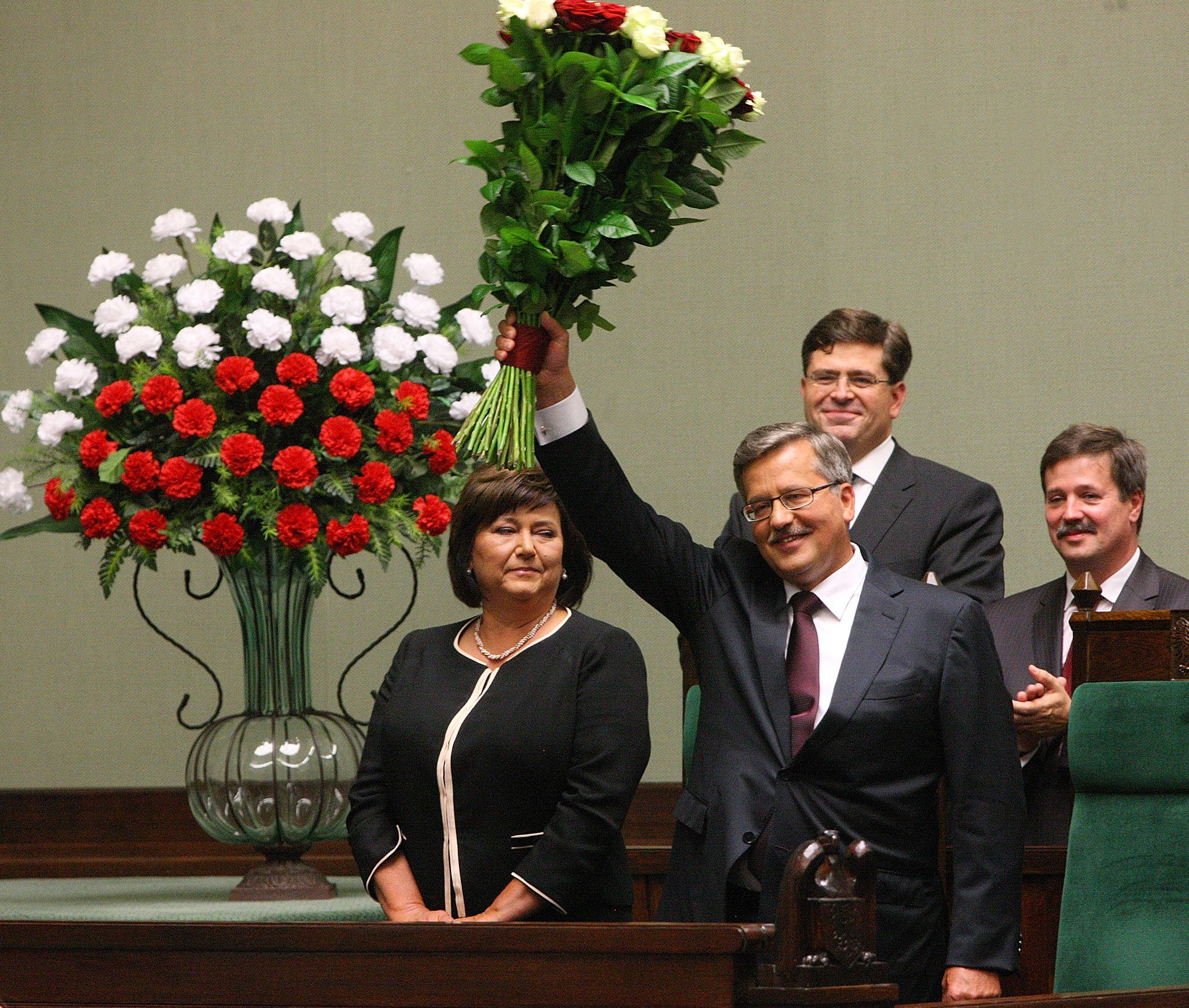
W dniu zaprzysiężenia na urząd prezydenta (2010)

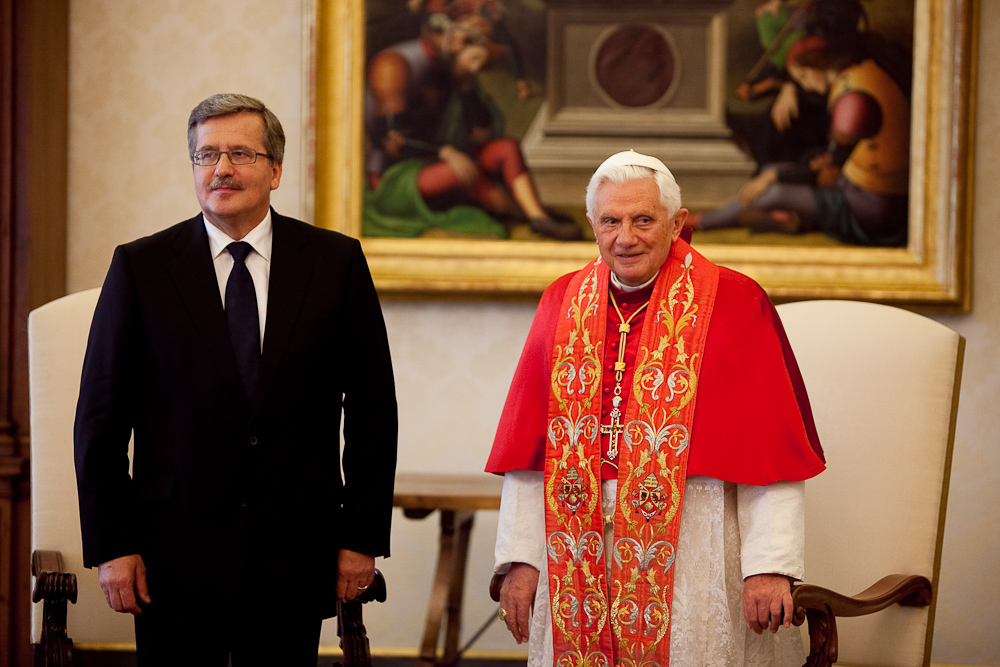
Spotkanie prezydenta Bronisława Komorowskiego z papieżem Benedyktem XVI (2010)

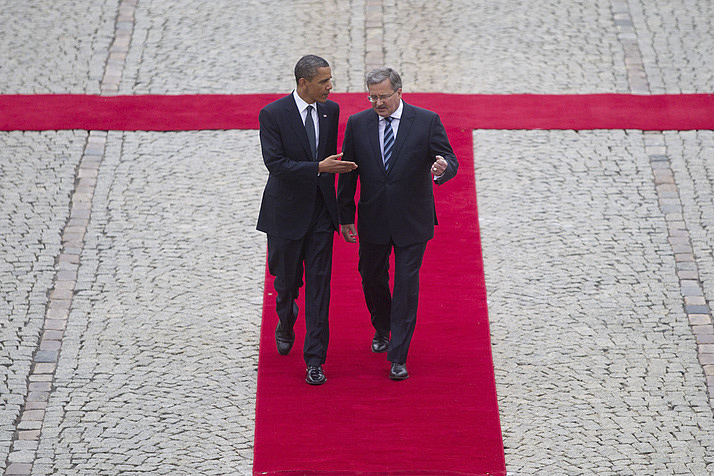
Spotkanie z prezydentem Stanów Zjednoczonych Barackiem Obamą (2011)

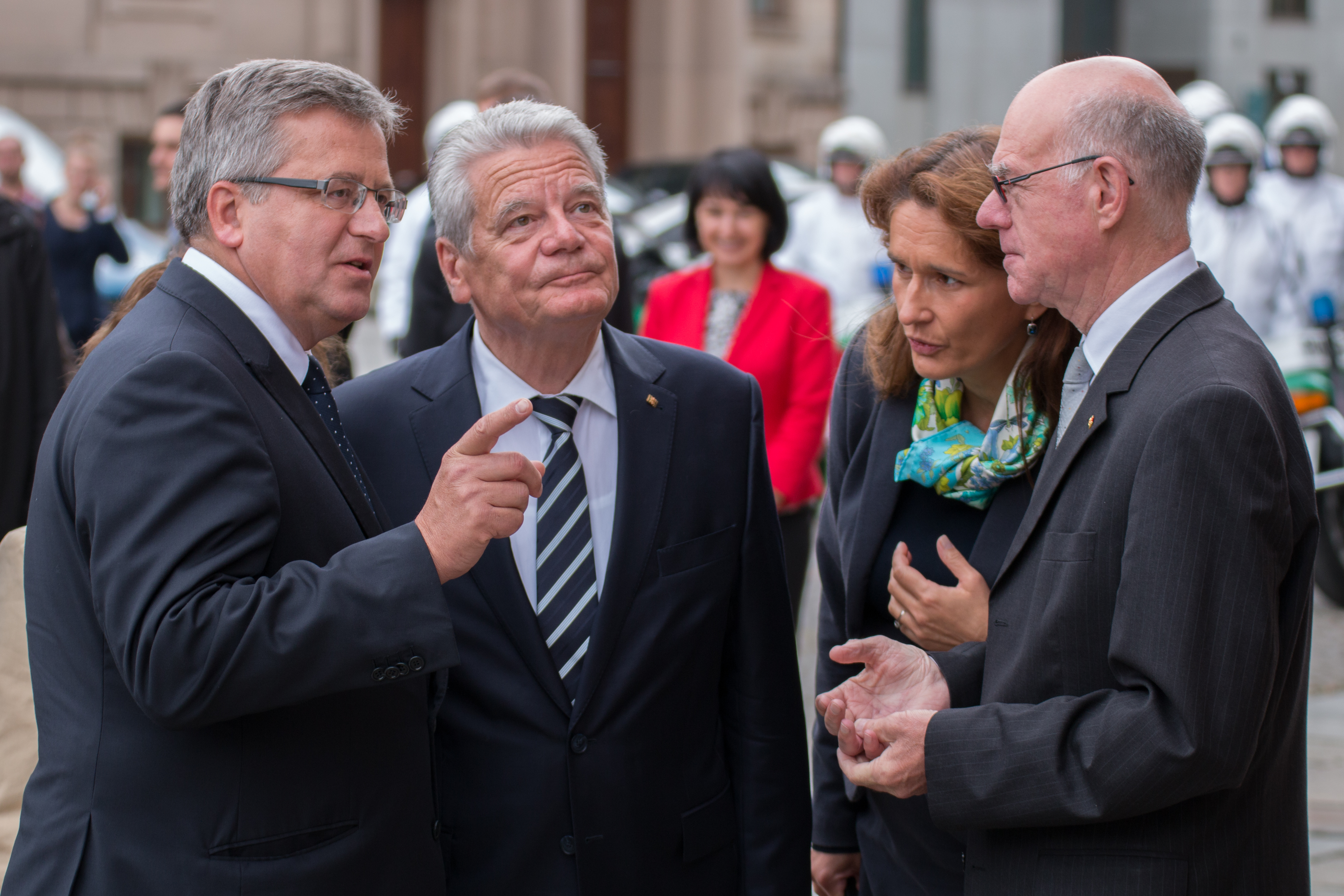
Bronisław Komorowski z Joachimem Gauckiem i Norbertem Lammertem po uroczystości z okazji 75-lecia wybuchu II wojny światowej przed fragmentem muru Stoczni Gdańskiej przy północno-wschodnim narożniku budynku Bundestagu w Berlinie (2014)

W okresie PRL działacz opozycji demokratycznej, w latach 1990–1991 i 1992–1993 wiceminister obrony narodowej, w latach 1991–2010 poseł na Sejm I, II, III, IV, V i VI kadencji, w latach 2000–2001 minister obrony narodowej, w latach 2005–2007 wicemarszałek Sejmu V kadencji, w latach 2007–2010 marszałek Sejmu VI kadencji. Od 10 kwietnia do 8 lipca 2010 wykonywał tymczasowo obowiązki prezydenta RP. Kawaler Orderu Orła Białego.

## Życiorys

### Młodość i wykształcenie
Pochodzi z rodziny ziemiańskiej pieczętującej się herbem Korczak. Jest synem afrykanisty i dyplomaty Zygmunta Komorowskiego (1925–1992) oraz Jadwigi z domu Szałkowskiej (1921–2025), a także siostrzeńcem Haliny Wołłowicz. Jak sam wspominał, w latach 50. jego rodzice tracili pracę z powodów politycznych. Bronisław Komorowski mieszkał w rodzinnych Obornikach Śląskich oraz w Poznaniu, następnie w Józefowie (1956–1959), a od 1959 do 1966 w Pruszkowie, gdzie uczęszczał do szkoły podstawowej. W 1966 przeniósł się do Warszawy. Ukończył XXIV Liceum Ogólnokształcące im. Cypriana Norwida. W 1968 w trakcie nauki w szkole średniej brał udział w wiecach organizowanych w związku z wydarzeniami marcowymi. Za prowadzoną działalność opozycyjną po raz pierwszy został zatrzymany w 1971.
Przez wiele lat związany z ruchem harcerskim. Należał do 75 Mazowieckiej Drużyny Harcerskiej w Pruszkowie. Podczas studiów był instruktorem harcerskim w Szczepie 208 Warszawskich Drużyn Harcerskich i Zuchowych im. Batalionu „Parasol” w hufcu Związku Harcerstwa Polskiego Warszawa-Mokotów. W harcerstwie poznał przyszłą żonę.
W 1971 rozpoczął studia na Wydziale Historycznym Uniwersytetu Warszawskiego. W 1972 został skreślony z listy studentów po niezaliczeniu pierwszego roku, a w 1973 ponownie przyjęto go na studia. W 1977 uzyskał tytuł zawodowy magistra na podstawie pracy „Bunt” gen. Żeligowskiego jako koncepcja rozwiązania problemu litewskiego, której promotorem był Andrzej Garlicki. W trakcie studiów należał do Studenckiego Koła Naukowego Historyków UW, pełnił także funkcję jego prezesa.

### Działalność publiczna w PRL
Od 1977 do 1980 był stażystą w dzienniku „Słowo Powszechne”. Zaangażowany w działalność opozycyjną w ramach Ruchu Obrony Praw Człowieka i Obywatela. W 1979 znalazł się wśród założycieli wydawnictwa niezależnego Biblioteka Historyczna i Literacka. Organizował biblioteki pism drugoobiegowych, a także manifestacje niepodległościowe. W 1980 został skazany razem z działaczami ROPCiO na karę miesiąca aresztu za zorganizowanie w dniu 11 listopada 1979 manifestacji przed Grobem Nieznanego Żołnierza (rozprawie odwoławczej przewodniczył sędzia Andrzej Kryże).
W 1980 wstąpił do Niezależnego Samorządnego Związku Zawodowego „Solidarność”, organizował struktury związku w Regionie Mazowsze, pracował w Ośrodku Badań Społecznych NSZZ „Solidarność”. W 1981 był jednym z sygnatariuszy deklaracji założycielskiej Klubów Służby Niepodległości. W czasie stanu wojennego był internowany od grudnia 1981 do czerwca 1982 w Jaworzu; po zwolnieniu pracował jako nauczyciel w Niższym Seminarium Duchownym w Niepokalanowie, kontynuował działalność opozycyjną, m.in. był jednym z założycieli podziemnego pisma „ABC. Adriatyk, Bałtyk, Morze Czarne”.

### Działalność publiczna w III RP do 2007

#### Poza polityką
Był prezesem Stowarzyszenia Euro-Atlantyckiego. W 1990 został prezesem Ligi Morskiej (przemianowanej na Ligę Morską i Rzeczną) i funkcję tę pełnił przez 17 lat (do 2007).

#### Polityka
W latach 1989–1990 pełnił funkcję dyrektora gabinetu ministra Aleksandra Halla w Urzędzie Rady Ministrów, a w latach 1990–1993 (z przerwą w 1992) – cywilnego wiceministra obrony narodowej ds. wychowawczo-społecznych w rządach Tadeusza Mazowieckiego, Jana Krzysztofa Bieleckiego i Hanny Suchockiej.
Jako bezpartyjny kandydat Unii Demokratycznej uzyskiwał mandat poselski w wyborach w 1991 i 1993. W 1994 przystąpił do nowo powołanej Unii Wolności, w której w 1995 objął funkcję sekretarza generalnego. W 1997, pod koniec trwania Sejmu II kadencji, wraz z grupą działaczy UW pod kierownictwem Jana Rokity utworzył Koło Konserwatywno-Ludowe. W tym samym roku wraz z KKL przystąpił do nowo utworzonego Stronnictwa Konserwatywno-Ludowego, które jednocześnie przystąpiło do Akcji Wyborczej Solidarność. W SKL pełnił funkcje sekretarza generalnego i wiceprezesa.
W wyborach w 1997 zdobył mandat poselski jako kandydat AWS. W latach 1997–2000 przewodniczył sejmowej Komisji Obrony Narodowej, a w latach 2000–2001 był ministrem obrony narodowej w rządzie Jerzego Buzka. W 2001, jeszcze jako minister w mniejszościowym rządzie AWS, Bronisław Komorowski wraz z częścią działaczy SKL związał się z Platformą Obywatelską. Z listy tego ugrupowania kandydował w wyborach do Sejmu IV kadencji. Uzyskał mandat poselski w okręgu warszawskim. Wkrótce po inauguracji nowego parlamentu wystąpił z SKL i zaangażował się w działalność Platformy Obywatelskiej. Od 2001 był członkiem zarządu krajowego PO, a od 2006 wiceprzewodniczącym. W Sejmie IV kadencji był zastępcą przewodniczącego Komisji Obrony Narodowej i członkiem Komisji Spraw Zagranicznych. W 2002 zajął drugie miejsce w plebiscycie Programu III Polskiego Radia „Srebrne Usta” za wypowiedź na temat zakupu dla polskiego lotnictwa wojskowego samolotów F-16: Jest takie powiedzenie, że polski lotnik to jest taki, że jak trzeba będzie, to nawet poleci na drzwiach od stodoły. Więc proszę Państwa, chciałem z wielką satysfakcją stwierdzić, że to już nie grozi. Piloci polscy będą latali na F-16.
W wyborach do Sejmu V kadencji ponownie uzyskał mandat, tym razem w okręgu podwarszawskim. 26 października 2005 został wybrany na wicemarszałka Sejmu. Za jego kandydaturą głosowało 398 posłów. W trakcie tej kadencji był jednym z najbardziej aktywnych kontestatorów działalności rządów koalicji PiS-Samoobrona-LPR, w szczególności polityki zagranicznej i obronnej. Krytykował m.in. powierzenie sędziemu Andrzejowi Kryżemu funkcji wiceministra sprawiedliwości.
W wyborach do Sejmu w 2007 z powodzeniem startował z pierwszego miejsca na liście PO w okręgu podwarszawskim, uzyskując 139 320 głosów.

### Marszałek Sejmu (2007–2010)

#### Działalność
5 listopada 2007 na pierwszym posiedzeniu Sejmu VI kadencji Bronisław Komorowski został wybrany większością bezwzględną 292 głosów na marszałka Sejmu. Jego konkurentem był Krzysztof Putra z PiS, który uzyskał 160 głosów. We wrześniu 2008 posłowie Klubu Parlamentarnego PiS złożyli wniosek o odwołanie go z tej funkcji, który jednak wycofali. 8 lipca 2010, w związku z wyborem na urząd prezydenta RP, zrezygnował z tej funkcji i jednocześnie złożył mandat poselski.
Z racji pełnienia funkcji marszałka Sejmu podejmował licznych gości zagranicznych, w tym głowy państw, szefów rządów, przewodniczących parlamentów, ministrów. Spotkał się również z Tenzinem Gjaco (XIV Dalajlamą).
21 sierpnia 2008 odwołał Bożenę Borys-Szopę ze stanowiska głównego inspektora pracy i powołał na tę funkcję Tadeusza Zająca.

#### Tymczasowo wykonujący obowiązki prezydenta RP
Na skutek śmierci prezydenta Lecha Kaczyńskiego w katastrofie lotniczej 10 kwietnia 2010, jako Marszałek Sejmu, w oparciu o art. 131 Konstytucji Rzeczypospolitej Polskiej z 1997, przez trzy miesiące wykonywał obowiązki prezydenta RP. Funkcje te sprawował do 8 lipca 2010, kiedy to zrezygnował ze stanowiska marszałka Sejmu.
18 kwietnia 2010 uczestniczył w Krakowie w uroczystościach pogrzebowych Lecha i Marii Kaczyńskich, podczas których spotkał się m.in. z prezydentem Rosji Dmitrijem Miedwiediewem. Jako gospodarz uroczystości pogrzebowych przyjmował oficjalne kondolencje od zagranicznych delegacji.
Pierwszym powszechnie obowiązującym wydanym z racji uzyskanych uprawnień aktem prawnym było rozporządzenie z 10 kwietnia 2010 w sprawie wprowadzenia żałoby narodowej w dniach 10–16 kwietnia 2010. Uchwalone przez parlament ustawy po raz pierwszy podpisał 12 kwietnia 2010; kolejne podpisywał m.in. 16 kwietnia 2010 i 29 kwietnia (łącznie – 64 ustawy). 21 kwietnia 2010 wydał postanowienie o zarządzeniu przedterminowych wyborów prezydenckich na dzień 20 czerwca 2010. 16, 19 i 23 kwietnia 2010 odznaczył pośmiertnie Orderami Odrodzenia Polski ofiary katastrofy.
8 maja 2010 udał się z dwudniową zagraniczną wizytą do Rosji na obchody 65. rocznicy zakończenia II wojny światowej.
Wybrane nominacje i powołania
- 10 kwietnia 2010 powołał Jacka Michałowskiego na sekretarza stanu w Kancelarii Prezydenta RP oraz powierzył mu pełnienie obowiązków szefa Kancelarii Prezydenta RP[29]. Postanowieniem z 6 lipca 2010 powołał go na szefa tego urzędu[30].
- 13 kwietnia 2010 powołał Stanisława Kozieja na szefa Biura Bezpieczeństwa Narodowego[31].
- 7 maja 2010 powołał Mieczysława Cieniucha na szefa Sztabu Generalnego Wojska Polskiego[32]. Mianował także dowódców poszczególnych rodzajów wojsk[33].
- 19 maja 2010 powołał Romana Hausera na prezesa Naczelnego Sądu Administracyjnego[a][34]. Dotychczasowemu prezesowi, Januszowi Trzcińskiemu, powierzył funkcję wiceprezesa NSA[23].
- 20 maja 2010 powołał nowych członków Rady Bezpieczeństwa Narodowego, wśród których znaleźli się przewodniczący największych ugrupowań opozycyjnych[35]. Tego samego dnia mianował trzech dowódców sił powietrznych, wojsk lądowych i dowódcę operacyjnego sił zbrojnych[36][37].
- 27 maja 2010 złożył w Sejmie wniosek o powołanie Marka Belki na prezesa Narodowego Banku Polskiego. Wniosek został przyjęty przez Sejm 10 czerwca 2010.
- 9 czerwca 2010 wyznaczył Franciszka Gryciuka pełniącym obowiązki prezesa Instytutu Pamięci Narodowej[38].
- 14 czerwca 2010 potwierdził wygaśnięcie kadencji wszystkich członków Krajowej Rady Radiofonii i Telewizji[b][39]. 7 lipca 2010 powołał w skład KRRiT Jana Dworaka i Krzysztofa Lufta[40].

#### Wybory prezydenckie w 2010
Był jednym z dwóch (obok Radosława Sikorskiego) kandydatów biorących udział w partyjnych prawyborach o nominację na kandydata w wyborach prezydenckich z ramienia PO. 27 marca 2010 w auli Politechniki Warszawskiej ogłoszono, że Bronisław Komorowski wygrał partyjne głosowanie (otrzymując 68,5% głosów), zostając oficjalnym kandydatem tego ugrupowania na urząd prezydenta RP.
Bronisław Komorowski zdecydował się wziąć udział w zarządzonych przez siebie przedterminowych wyborach prezydenckich jako oficjalny kandydat Platformy Obywatelskiej. Jego komitet wyborczy został zgłoszony do Państwowej Komisji Wyborczej 25 kwietnia 2010 i zarejestrowany 7 maja 2010. Hasło kandydata brzmiało „Zgoda buduje”.
Poparcia udzieliły mu Partia Demokratyczna – demokraci.pl (25 kwietnia 2010), Stronnictwo Konserwatywno-Ludowe (6 maja 2010) i Demokratyczna Partia Lewicy (10 maja 2010).
Swoje wsparcie dla jego osoby jeszcze na etapie prawyborów wyrazili publicznie m.in. Władysław Bartoszewski, Tadeusz Mazowiecki i Lech Wałęsa. Do ogólnopolskiego komitetu poparcia przystąpiło początkowo ponad 150 osób, w tym aktorzy, naukowcy, sportowcy, przedsiębiorcy, artyści, pisarze, działacze opozycji demokratycznej i przedstawiciele kombatantów. 14 maja 2010 głosowanie na marszałka Sejmu na łamach „Gazety Wyborczej” zapowiedział jej redaktor naczelny Adam Michnik. 2 czerwca 2010 w ramach prowadzonej kampanii wyborczej Bronisław Komorowski odwiedził Londyn, gdzie spotkał się z tamtejszą Polonią oraz sympatykami.
W pierwszej turze wyborów prezydenckich 20 czerwca 2010 uzyskał 6 981 319 głosów (41,54%), zajmując 1. miejsce spośród 10 kandydatów. Wszedł do drugiej tury głosowania razem z Jarosławem Kaczyńskim, który uzyskał poparcie na poziomie 36,46%. Otrzymał oficjalne poparcie ze strony kandydującego w pierwszej turze Andrzeja Olechowskiego i wspierającego go Stronnictwa Demokratycznego. Za jego kandydaturą opowiedziała się również m.in. Unia Pracy.
W drugiej turze głosowania Bronisław Komorowski uzyskał 8 933 887 głosów ważnych, tj. 53,01%, wygrywając tym samym wybory, co zostało stwierdzone w obwieszczeniu i uchwale PKW z 5 lipca 2010. Sąd Najwyższy stwierdził ważność wyborów 3 sierpnia 2010.

### Prezydent Rzeczypospolitej Polskiej (2010–2015)

#### Działalność

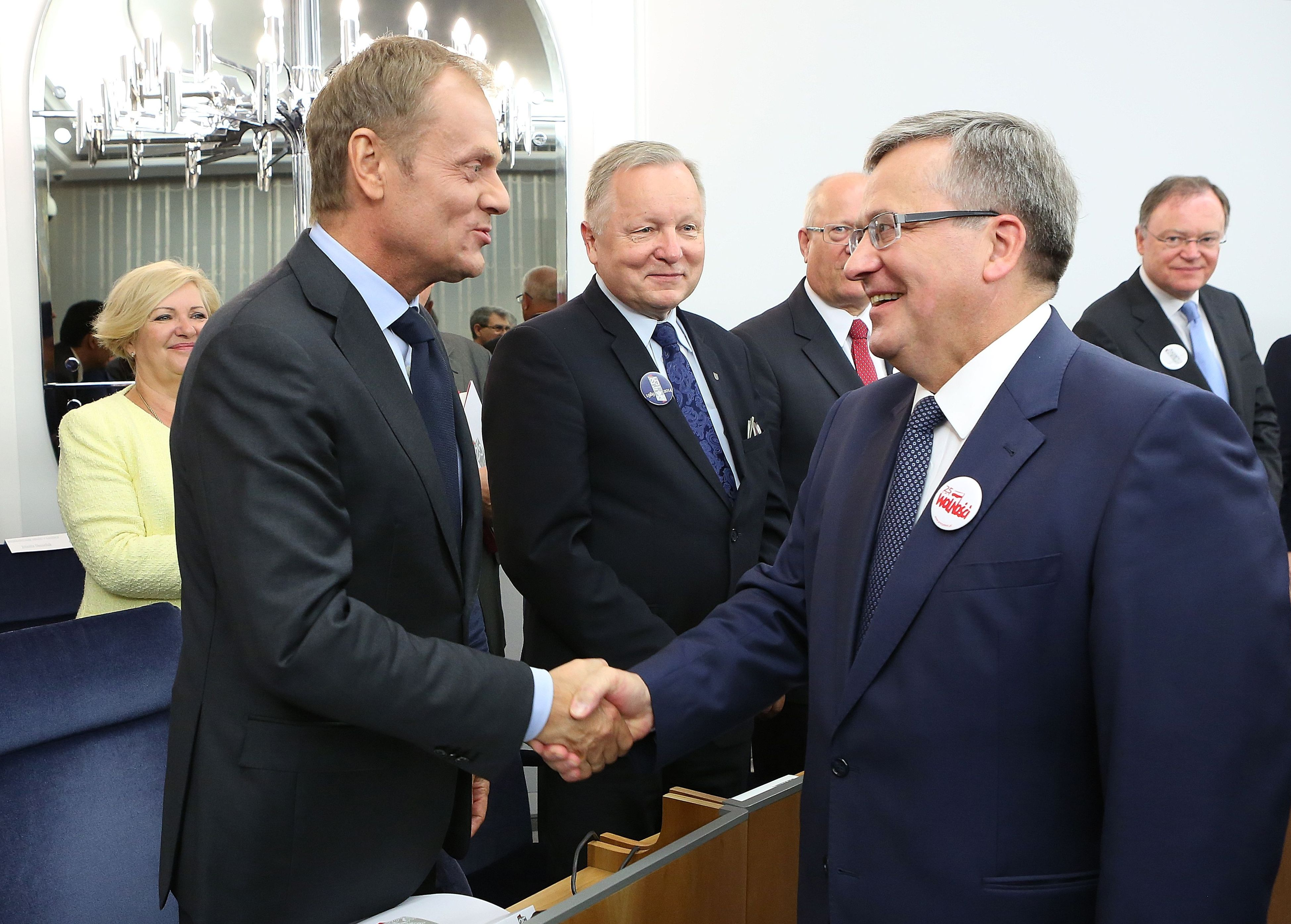
Bronisław Komorowski i Donald Tusk w Senacie (2014)

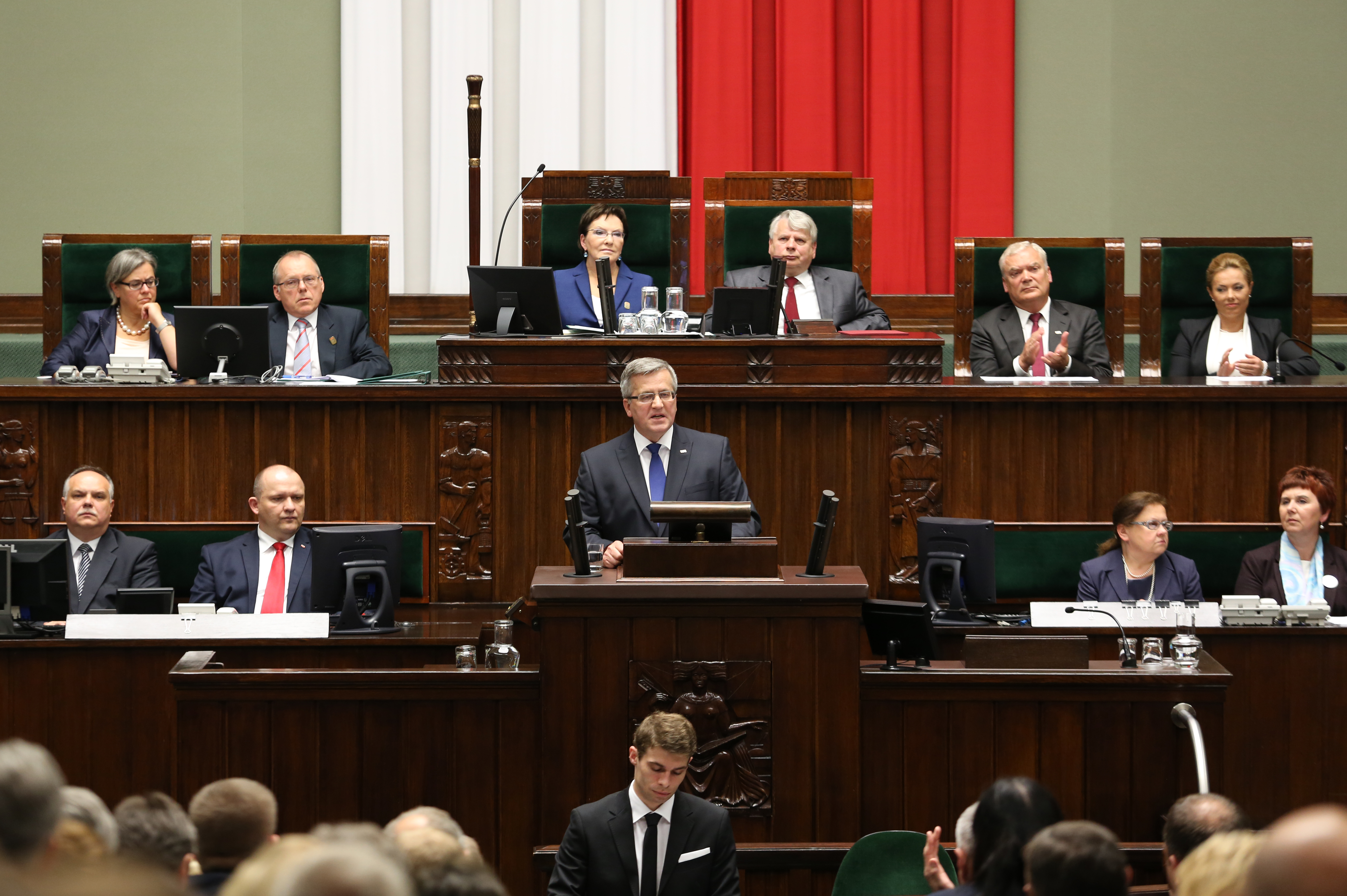
Bronisław Komorowski wygłaszający orędzie przed Zgromadzeniem Narodowym (2014)

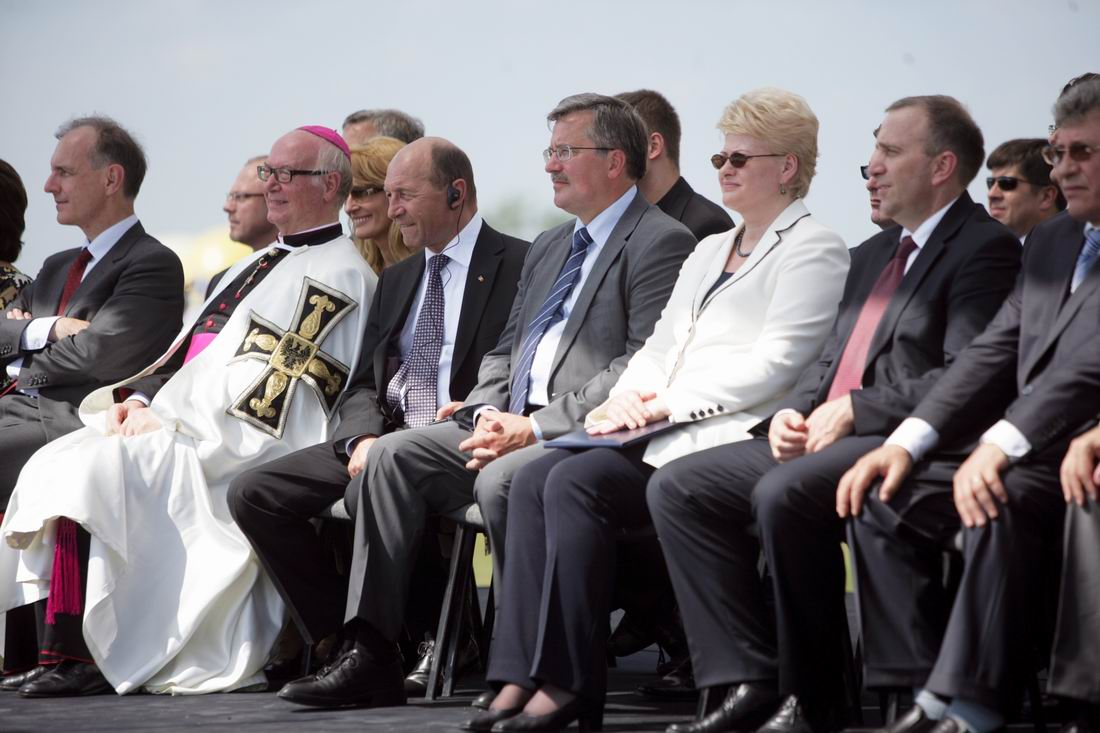
Bronisław Komorowski podczas obchodów 600-lecia bitwy pod Grunwaldem (2010)

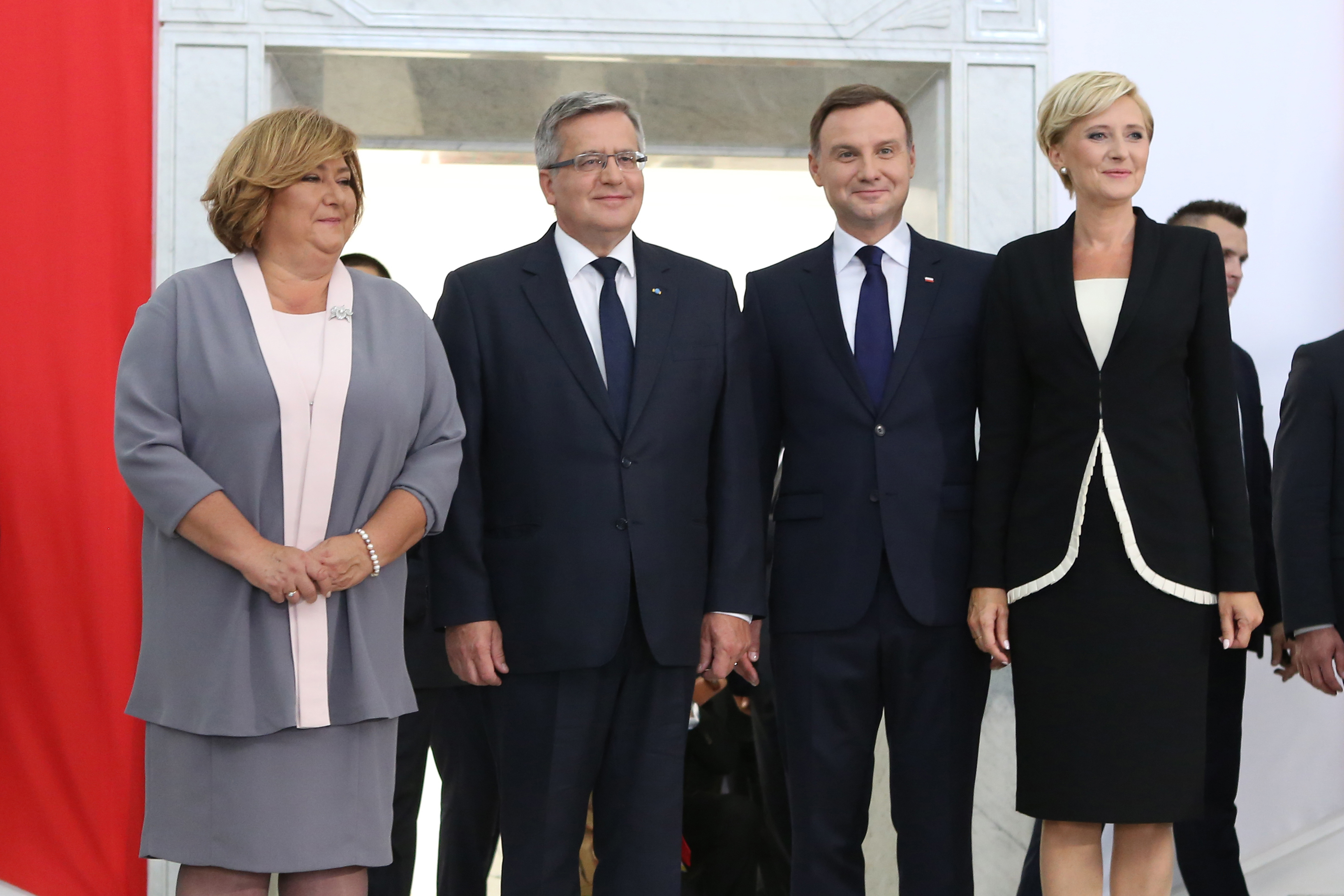
Z parą prezydencką Andrzejem Dudą i Agatą Kornhauser-Dudą w Sejmie po zakończeniu obrad Zgromadzenia Narodowego, zwołanego 6 sierpnia 2015 w celu odebrania przysięgi od jego następcy

Pięcioletnia kadencja prezydencka Bronisława Komorowskiego rozpoczęła się 6 sierpnia 2010 z chwilą złożenia przysięgi przed Zgromadzeniem Narodowym. Przed złożeniem przysięgi zrezygnował z członkostwa w Platformie Obywatelskiej. Symboliczne przejęcie zwierzchnictwa nad Siłami Zbrojnymi odbyło się w dniu Święta Wojska Polskiego przed Grobem Nieznanego Żołnierza 15 sierpnia 2010. Urzędowanie zakończył 6 sierpnia 2015 z chwilą zaprzysiężenia Andrzeja Dudy.

#### Działalność legislacyjna
Bronisław Komorowski złożył podczas swojej kadencji dwadzieścia sześć projektów ustaw. Były wśród nich m.in. nowelizacja ordynacji podatkowej wprowadzająca zasadę rozstrzygania wątpliwości na korzyść podatnika, a także zmiany w przepisach o stowarzyszeniach, zgromadzeniach i referendum lokalnym. Zawetował cztery ustawy, w tym o nasiennictwie i o okręgach sądowych. Skierował również dwanaście wniosków do Trybunału Konstytucyjnego.

#### Wybrane nominacje i powołania
- We wrześniu 2010 nominował swoich przedstawicieli do Krajowej Rady Sądownictwa i Krajowej Rady Prokuratury – odpowiednio Łukasza Bojarskiego i Edwarda Zalewskiego.
- 14 października 2010 powołał Stanisława Dąbrowskiego na pierwszego prezesa Sądu Najwyższego (od 19 października 2010), jego kontrkandydatem był Lech Paprzycki.
- 3 grudnia 2010 powołał Andrzeja Rzeplińskiego na prezesa Trybunału Konstytucyjnego oraz Stanisława Biernata na wiceprezesa TK[56].
- 8 listopada 2011 przyjął dymisję Rady Ministrów, desygnując Donalda Tuska na prezesa Rady Ministrów z misją tworzenia nowego gabinetu.
- 18 listopada 2011 powołał Donalda Tuska na prezesa Rady Ministrów oraz powołał członków jego rządu.
- 30 kwietnia 2014 powołał Małgorzatę Gersdorf na pierwszego prezesa Sądu Najwyższego (która stała się pierwszą kobietą na tym stanowisku)[57].
- 22 września 2014 powołał Ewę Kopacz na prezesa Rady Ministrów oraz powołał członków jej rządu[58].

#### Wybory prezydenckie w 2015
5 lutego 2015 Bronisław Komorowski ogłosił, że będzie ubiegał się o reelekcję w wyborach prezydenckich zarządzonych na 10 maja 2015. Dzień później rada krajowa Platformy Obywatelskiej udzieliła mu poparcia w tych wyborach. Otrzymał również poparcie Partii Demokratycznej, Partii Zielonych RP i Stronnictwa Demokratycznego. Podobnie jak w trakcie poprzedniej kampanii, został przedstawiony honorowy komitet poparcia.
Komitet wyborczy Bronisława Komorowskiego został zarejestrowany 18 marca 2015. Hasło kandydata brzmiało „Wybierz zgodę i bezpieczeństwo”.
W przeprowadzonej 10 maja 2015 pierwszej turze głosowania zajął 2. miejsce, zdobywając 5 031 060 głosów, co stanowiło 33,77% głosów ważnych. Ponieważ żaden z kandydatów nie przekroczył progu 50% głosów ważnych, Bronisław Komorowski wszedł do drugiej tury głosowania wraz z Andrzejem Dudą z PiS, który otrzymał 34,76% głosów ważnych. Przed drugą turą poparcia udzieliły mu Polskie Stronnictwo Ludowe i Liga Polskich Rodzin.
W przeprowadzonej 24 maja 2015 drugiej turze wyborów Bronisław Komorowski uzyskał 48,45% głosów ważnych (8 112 311 głosów), przegrywając wybory.

### Działalność po prezydenturze

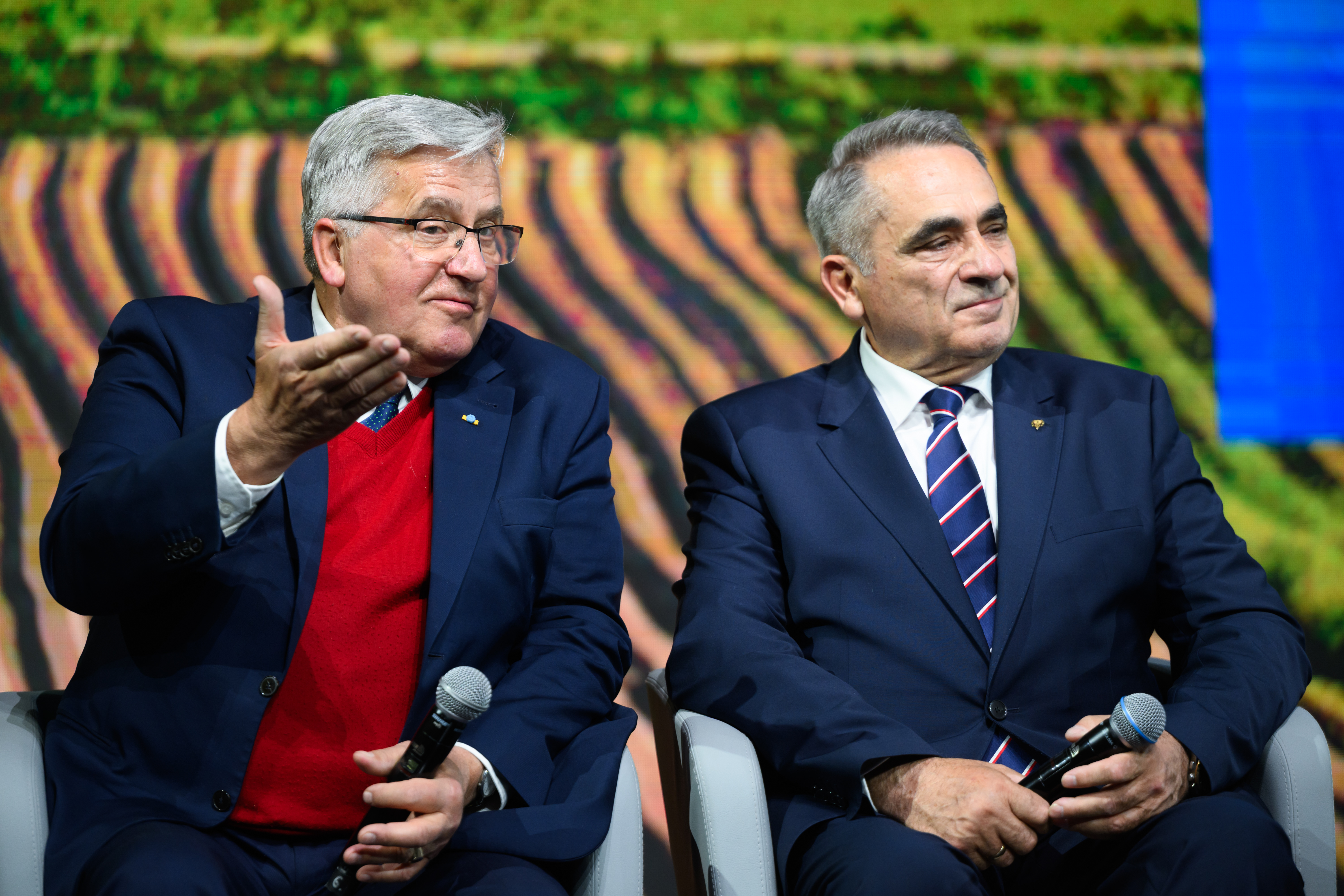
Bronisław Komorowski i Eugeniusz Grzeszczak podczas Europejskiego Kongresu Odnowy i Rozwoju Wsi (2025)

14 sierpnia 2015 została zarejestrowana Fundacja „Instytut Bronisława Komorowskiego”.
Przed drugą turą wyborów prezydenckich w 2020 i 2025 udzielił poparcia Rafałowi Trzaskowskiemu.

## Życie prywatne
Bronisław Komorowski od 1977 jest żonaty z Anną (z domu Dembowską), mają pięcioro dzieci: Zofię (ur. 1979), Tadeusza (ur. 1981), Marię (ur. 1983), Piotra (ur. 1986) i Elżbietę (ur. 1989). Zajmował się hobbystycznie myślistwem.
W 2005 wydawnictwo Rytm wydało książkę Prawą Stroną – życie, polityka, anegdota, wywiad rzekę, który z Bronisławem Komorowskim przeprowadziła Maria Wągrowska.

## Wyniki wyborcze
| Wybory | Komitet wyborczy   | Komitet wyborczy                                                              | Organ             | Okręg            | Wynik              |
| ------ | ------------------ | ----------------------------------------------------------------------------- | ----------------- | ---------------- | ------------------ |
| 1991   |                    | Unia Demokratyczna                                                            | Sejm I kadencji   | nr 36            | 5602 (1,23%)       |
| 1993   | Sejm II kadencji   | Unia Demokratyczna                                                            | nr 32             | 8607 (4,68%)     |                    |
| 1997   |                    | Akcja Wyborcza Solidarność                                                    | Sejm III kadencji | nr 1             | 20 251 (2,55%)     |
| 2001   |                    | Platforma Obywatelska                                                         | Sejm IV kadencji  | nr 19            | 14 493 (1,97%)     |
| 2005   | Sejm V kadencji    | Platforma Obywatelska                                                         | nr 20             | 42 100 (13,27%)  |                    |
| 2007   | Sejm VI kadencji   | Platforma Obywatelska                                                         | nr 20             | 139 320 (30,25%) |                    |
| 2010   |                    | KW Kandydata na Prezydenta Rzeczypospolitej Polskiej Bronisława Komorowskiego | Prezydent RP      | Prezydent RP     | 6 981 319 (41,54%) |
| 2010   | 8 933 887 (53,01%) | KW Kandydata na Prezydenta Rzeczypospolitej Polskiej Bronisława Komorowskiego | Prezydent RP      | Prezydent RP     |                    |
| 2015   | 5 031 060 (33,77%) | KW Kandydata na Prezydenta Rzeczypospolitej Polskiej Bronisława Komorowskiego | Prezydent RP      | Prezydent RP     |                    |
| 2015   | 8 112 311 (48,45%) | KW Kandydata na Prezydenta Rzeczypospolitej Polskiej Bronisława Komorowskiego | Prezydent RP      | Prezydent RP     |                    |

## Odznaczenia i wyróżnienia
Otrzymane z urzędu
Z tytułu objęcia urzędu prezydenta RP Bronisław Komorowski został kawalerem Orderu Orła Białego, Wielkim Mistrzem Orderu i przewodniczącym jego Kapituły, a także kawalerem Orderu Odrodzenia Polski I klasy, Wielkim Mistrzem Orderu i przewodniczącym jego Kapituły.
Ordery i odznaczenia państw obcych

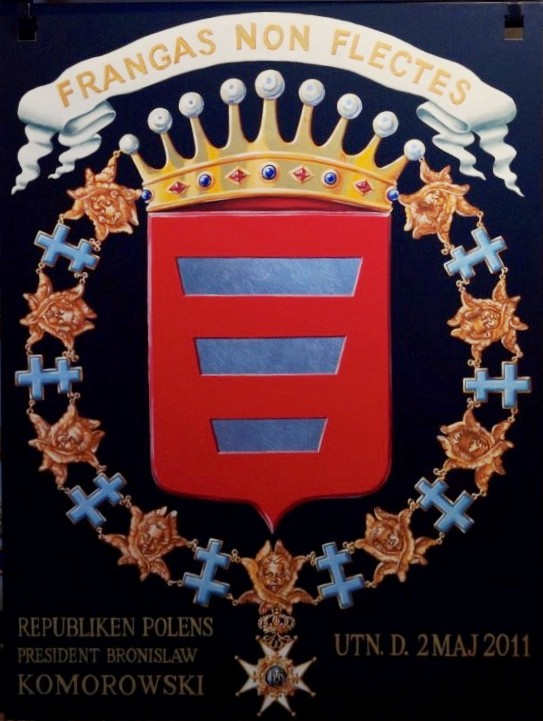
Herb Bronisława Komorowskiego jako kawalera Orderu Królewskiego Serafinów

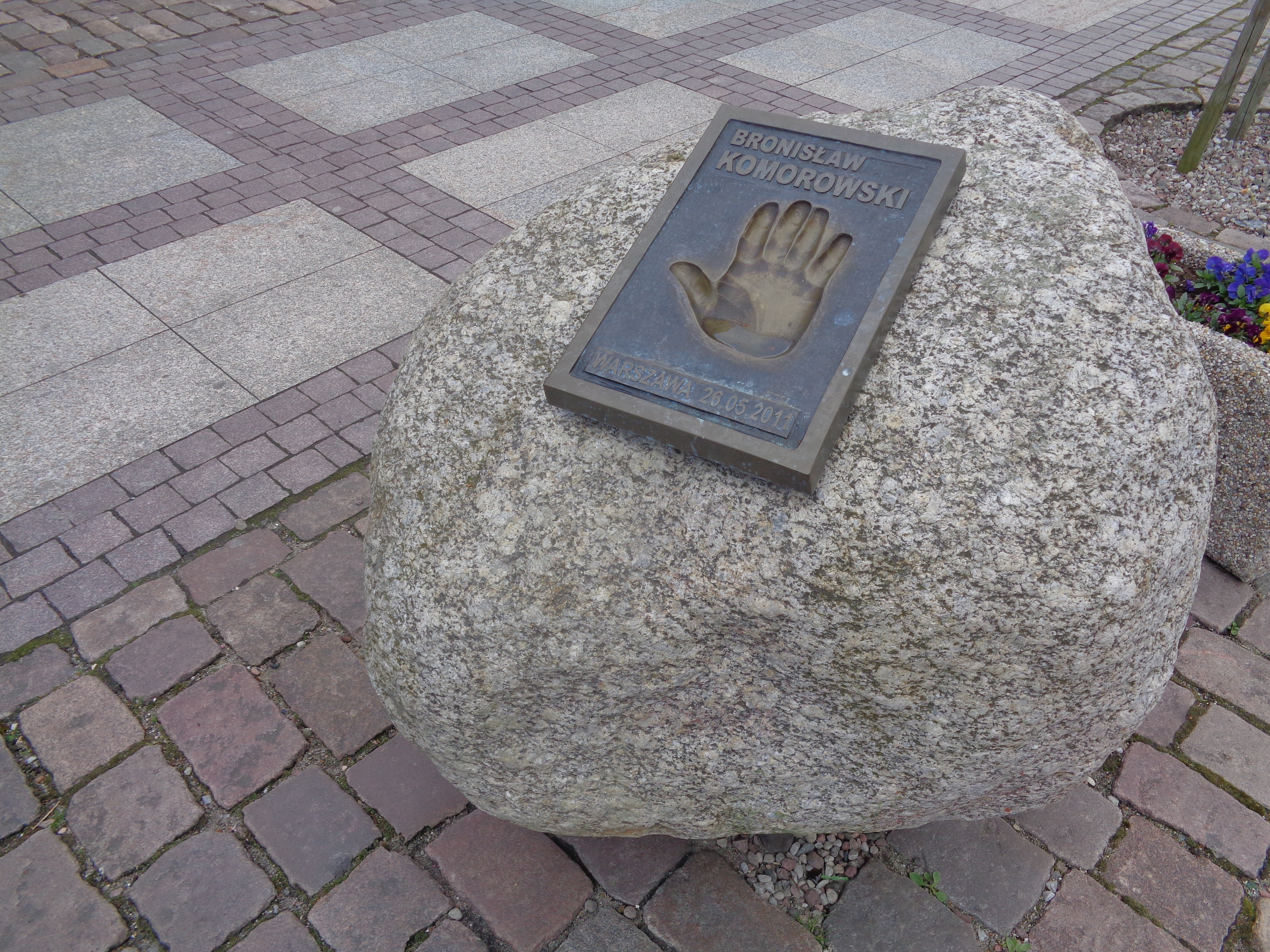
Odcisk dłoni Bronisława Komorowskiego w Łebie

- Order Księcia Jarosława Mądrego V klasy – 2008, Ukraina[83]
- Honorary Companion with Breast Star Narodowego Orderu Zasługi – 2009, Malta[84]
- Order Królewski Serafinów – 2011, Szwecja[85]
- Krzyż Wielki Orderu Świętego Olafa – 2012, Norwegia
- Wielki Łańcuch Orderu Infanta Henryka – 2012, Portugalia[86]
- Kawaler Krzyża Wielkiego Udekorowany Wielką Wstęgą Orderu Zasługi Republiki Włoskiej – 2012, Włochy[87]
- Wielki Oficer Orderu Świętego Karola – 2012, Monako[88]
- Krzyż Wielki Orderu Legii Honorowej – 2012, Francja
- Komandor Krzyża Wielkiego z Łańcuchem Orderu Trzech Gwiazd – 2012, Łotwa[89]
- Wielki Order Króla Tomisława ze Wstęgą i Wielką Gwiazdą Poranną – 2013, Chorwacja[90]
- Krzyż Wielki Orderu Zbawiciela – 2013, Grecja[91]
- Order 8 Września – 2013, Macedonia[92][93][94]
- Łańcuch Orderu Krzyża Ziemi Maryjnej – 2014, Estonia[95]
- Order Domowy Nassauski Lwa Złotego – 2014, Luksemburg
- Order Podwójnego Białego Krzyża I klasy – 2014, Słowacja[96]
- Kawaler Krzyża Wielkiego Orderu Lwa Niderlandzkiego – 2014, Holandia[97]
- Order Republiki – 2014, Mołdawia[98]
- Order Księcia Jarosława Mądrego I klasy – 2014, Ukraina[99]
- Krzyż Wielki Orderu Białej Róży Finlandii – 2015, Finlandia[100]

Pozostałe wyróżnienia i odznaczenia
- Komandoria Missio Reconciliationis – 1999
- Odznaka pamiątkowa Ministerstwa Obrony Narodowej – 2000, ex officio
- Krzyż „Pro Mari Nostro” przyznany przez Ligę Morską i Rzeczną – lata 2003–2004[101][102]
- tytuł doktora honoris causa Uniwersytetu Michała Römera – 2008[103]
- tytuł senatora honoris causa Uniwersytetu w Segedynie – 2012[104]
- tytuł doktora honoris causa Uniwersytetu Kazimierza Wielkiego w Bydgoszczy – 2013[105]
- tytuł doktora honoris causa Uniwersytetu Witolda Wielkiego w Kownie – 2015[106]
- tytuł doktora honoris causa Uniwersytetu Narodowego im. Iwana Franki we Lwowie – 2015[107][108]
- Medal Dnia Pamięci Ofiar Zbrodni Katyńskiej przyznany przez radę Polskiej Fundacji Katyńskiej – 2008[109]
- Złoty Medal Uniwersytetu Kardynała Stefana Wyszyńskiego – 2011[110]
- Tytuł „Człowieka Roku” 2011 Forum Ekonomicznego[111]
- Człowiek Roku tygodnika „Wprost” – 2012[112]
- Nagroda Specjalna Lewiatana przyznana przez Konfederację Lewiatan – 2013[113]
- Złoty Hipolit – 2013[114]
- Człowiek Roku 2014 „Gazety Wyborczej”[115]
- Nagroda Peryklesa – 2015[116]
- tytuł honorowego obywatela Józefowa (2012)[117], Piły (2013)[118], Wisły (2014)[119], Kalisza (2014)[120]
- tytuł „Honorowy Wybitny Polak” – 2024[121]